# Feriha Tevfik
Feriha Tevfik Dağ (de soltera Negüz; 1911 – 22 de abril de 1991) fue una participante de concursos de belleza y actriz turca. Es mejor conocida por ser la primera Miss Turquía (1929). Participó de nuevo en el concurso en 1932 y finalizó segunda sobre Keriman Halis.

## Filmografía
| Año  | Película                 |
| ---- | ------------------------ |
| 1933 | Kaçakçılar               |
| 1933 | Karım beni aldatırsa     |
| 1934 | Milyon avcıları          |
| 1934 | Leblebici Horhor Ağa     |
| 1934 | Aysel Bataklı Damın Kızı |
| 1939 | Bir kavuk devrildi       |
| 1939 | Allah'ın cenneti         |
| 1939 | Tosun Paşa               |